# Đệ Ngũ (họ)
Đệ Ngũ (tiếng Trung: 第五) là một họ kép của người Trung Quốc, đây là một họ cực hiếm xuất hiện, vốn là họ Điền. Đệ Ngũ là họ do Hán Cao Tổ phong cho dòng họ Điền vốn thuộc nước Tề.
Dưới thời Tây Hán, có tổng cộng tám họ kép là Đệ Nhất, Đệ Nhị, Đệ Tam, Đệ Tứ, Đệ Ngũ, Đệ Lục, Đệ Thất, Đệ Bát, những họ này đều có nguồn gốc là họ Điền nước Tề. Vương Phù trong "Tiềm phu luận - Chí tính thị" có viết: "Hán Cao Tổ tỉ chư Điền quan trung, nhi hữu Đệ Nhất chí Đệ Bát thị". "Hậu Hán thư - Đệ Ngũ luân liệt truyện" viết: "Kỳ tiên Tề chư Điền. Chư Điền tỉ Viên Lăng giả đa, cố dĩ thứ đệ vi thị". Đến thời hiện đại chỉ còn họ Đệ Ngũ còn tồn tại.